# Kazimir Brunović
Kazimir Brunović (Gornja Rijeka, Križevci, 13. veljače 1936.), hrvatski je pjesnik i publicist.
Esteban Roque Scarpa mu je posvetio pjesmu Prozori.
1970. je godine objavio djelo Slike zatvorenog putovanja.
U svom autobiografskom djelu Te crne ptice istine - kronika hrvatskog idealiste: kako sam pridonio rušenju Rankovića (objavljeno 2007.) koje za glavni dio obuhvaća razdoblje kad je služio obvezni vojni roka u JNA u školi za pričuvne časnike u istočnohercegovačkom mjestu Bileći 1960-ih, svjedok je vremena i zabluda Hrvata lijevih političkih usmjerenja u bivšoj Jugoslaviji, pritom govoreći o onima koji su svoje ljevičarstvo "oblikovali, izazvali i realizirali i u jugoslavenskim relacijama". U djelu je kao neposredni svjedok događaja opisao što su takva ideološka određenja izazvala i kakav je bio njihov ishod. Djelo opisuje njegovu osobnu drame, ali i "nacionalne tragedije i zablude". Djelo ukratko opisuje kako je mali partizan koji je bio dijete komunista časnika JNA, te je sâm bio člankom SKJ još prije odlaska u JNA na služenje obveznog vojnog roka postao protivnik jugoslavenskog sustava. To dijete je kao takvo imalo gotovo savršen životopis za onaj sustav. No, na Brijunskom plenumu kolovoza 1966. postao je krunskim svjedokom optužbe velikosrpstvu i birokratskom jugokomunizmu.